# 71. pr. Kr.
◄ | 2. stoljeće pr. Kr. | 1. stoljeće pr. Kr. | 1. stoljeće | ►
◄ | 100-ih pr. Kr. | 90-ih pr. Kr. | 80-ih pr. Kr. | 70-ih pr. Kr. | 60-ih pr. Kr. | 50-ih pr. Kr. | 40-ih pr. Kr. | ►
◄◄ | ◄ | 74. pr. Kr. | 73. pr. Kr. | 72. pr. Kr. | 71 pr. Kr. | 70. pr. Kr. | 69. pr. Kr. | 68. pr. Kr. | ► | ►►
Astronomija

## Događaji
Rimski imperij
- Završen Treći robovski rat
- Rimljani osnovali grad York, u današnjoj Engleskoj